# Mycale menylloides
Mycale menylloides är en svampdjursart som beskrevs av L. Hajdu 1995. Mycale menylloides ingår i släktet Mycale och familjen Mycalidae. Inga underarter finns listade i Catalogue of Life.